# Champion of Champions 1980
Das Champion of Champions 1980 war ein professionelles Snooker-Einladungsturnier der Saison 1980/81. Das Turnier wurde vom 2. bis zum 12. Oktober 1980 im New London Theatre im englischen London ausgetragen. Sieger wurde der Waliser Doug Mountjoy, der im Finale den Engländer John Virgo besiegte. Virgos Landsmann Steve Davis spielte mit einem 128er-Break das höchste Break des Turnieres.

## Preisgeld
Obwohl das Turnier keinen Sponsor hatte, verdoppelte sich das Preisgeld im Vergleich zum Vorjahr auf 8.000 Pfund Sterling, wovon etwa zwei Drittel auf den Sieger entfielen.
|           | Preisgeld |
| --------- | --------- |
| Sieger    | 5.000 £   |
| Finalist  | 3.000 £   |
| Insgesamt | 8.000 £   |

## Turnierverlauf
Die zehn teilnehmenden Spieler wurden zu Beginn des Turnieres in zwei Gruppen aufgeteilt, in denen jeder gegen jeden ein Mal spielte. Die beiden Gruppensieger trafen schließlich in einem Endspiel aufeinander.  Die Partien der Gruppenphase gingen jeweils über neun Frames, während das Endspiel im Modus Best of 19 Frames ausgetragen wurde.
Nachdem das Turnier im Vorjahr durch eine örtliche Kollision mit dem Masters nicht ausgetragen wurde, fand es 1980 in der vormaligen Masters-Spielstätte New London Theatre statt. Allerdings entwickelte sich das Turnier zu einem Desaster: Die Spieler mochten das Format des Turnieres nicht, durch das sie unnütze Frames spielen musste. Zudem gab es kaum Zuschauer und keinen Sponsor, sodass sich das Turnier, das erst über dreißig Jahre später erneut ausgetragen wurde, in ein finanzielles Desaster verwandelte.

### Gruppenphase

#### Gruppe A
Sieger der Gruppe A wurde der Waliser Doug Mountjoy mit drei Siegen und einer Niederlage, der dank eines besseren Frameverhältnisses seinen Landsmann Terry Griffiths mit der gleichen Anzahl von Siegen und Niederlagen auf Platz zwei verweisen konnte. Dritter wurde der Nordire Alex Higgins gefolgt vom Engländer Graham Miles auf Rang vier, der ebenfalls dank eines besseren Frameverhältnisses den Kanadier Cliff Thorburn auf den fünften und letzten Platz verwies.
| Platz | Spieler         | Partien | S | N | Frames |
| ----- | --------------- | ------- | - | - | ------ |
| 1     | Doug Mountjoy   | 4       | 3 | 1 | 25:11  |
| 2     | Terry Griffiths | 4       | 3 | 1 | 23:13  |
| 3     | Alex Higgins    | 4       | 2 | 2 | 16:20  |
| 4     | Graham Miles    | 4       | 1 | 3 | 15:21  |
| 5     | Cliff Thorburn  | 4       | 1 | 3 | 11:25  |

| Spiel | Spieler 1       | Ergebnis | Spieler 2       |
| ----- | --------------- | -------- | --------------- |
| 1     | Cliff Thorburn  | 45:45    | Graham Miles    |
| 2     | Doug Mountjoy   | 18:18    | Cliff Thorburn  |
| 3     | Doug Mountjoy   | 27:27    | Alex Higgins    |
| 4     | Doug Mountjoy   | 36:36    | Graham Miles    |
| 5     | Graham Miles    | 45:45    | Alex Higgins    |
| 6     | Alex Higgins    | 45:45    | Terry Griffiths |
| 7     | Alex Higgins    | 45:45    | Cliff Thorburn  |
| 8     | Terry Griffiths | 18:18    | Cliff Thorburn  |
| 9     | Terry Griffiths | 36:36    | Graham Miles    |
| 10    | Terry Griffiths | 45:45    | Doug Mountjoy   |

#### Gruppe B
Mit vier Siegen im Decider konnte John Virgo die Gruppe B gewinnen, obwohl Steve Davis auf dem zweiten Platz ein besseres Frameverhältnis vorweisen konnte. Rang drei belegte der Waliser Ray Reardon, gefolgt vom Nordiren Dennis Taylor, bei dem dank der kampflosen Aufgabe Kirk Stevens’ die Partie zwischen diesen beiden in dieser Tabelle als 9:0 gewertet wurde. Der Kanadier selbst belegte ohne einen Sieg den letzten Platz.
| Platz | Spieler       | Partien | S | N | Frames |
| ----- | ------------- | ------- | - | - | ------ |
| 1     | John Virgo    | 4       | 4 | 0 | 20:16  |
| 2     | Steve Davis   | 4       | 3 | 1 | 21:15  |
| 3     | Ray Reardon   | 4       | 2 | 2 | 20:16  |
| 4     | Dennis Taylor | 4       | 1 | 3 | 21:15  |
| 5     | Kirk Stevens  | 4       | 0 | 4 | 8:28   |

| Spiel | Spieler 1     | Ergebnis | Spieler 2     |
| ----- | ------------- | -------- | ------------- |
| 1     | John Virgo    | 45:45    | Dennis Taylor |
| 2     | John Virgo    | 45:45    | Steve Davis   |
| 3     | John Virgo    | 45:45    | Ray Reardon   |
| 4     | John Virgo    | 45:45    | Kirk Stevens  |
| 5     | Dennis Taylor | kl.      | Kirk Stevens  |
| 6     | Ray Reardon   | 27:27    | Kirk Stevens  |
| 7     | Ray Reardon   | 45:45    | Dennis Taylor |
| 8     | Steve Davis   | 27:27    | Kirk Stevens  |
| 9     | Steve Davis   | 45:45    | Ray Reardon   |
| 10    | Steve Davis   | 45:45    | Dennis Taylor |

### Finale
Im Endspiel trafen mit Doug Mountjoy und John Virgo die beiden Gruppensieger aufeinander. Virgo hatte zwar im Gegensatz zu Mountjoy alle seiner Gruppenspiele gewonnen, hatte dafür aber ein schlechteres Verhältnis zwischen gewonnenen und verlorenen Frames.
Anfänglich ging Virgo mit 0:3 und einen 54er- und einem 56er-Break in Führung, jedoch konnte Mountjoy direkt ausgleichen. Virgo ging im Anschluss nochmals in Führung, doch Mountjoy drehte das Match unter anderem mithilfe eines 101er-Breaks zum Stande von 6:5. Im Folgenden entwickelte sich das Match zu einem offenen Schlagabtausch, bis Mountjoy beim Stande von 8:8 die folgenden beiden Frames und damit das Match und das Turnier gewinnen konnte.
| Finale: Best of 19 Frames New London Theatre, London, England, 12. Oktober 1980                                                                                              |                |            |
| Doug Mountjoy | 10:8           | John Virgo |
| 51:76, 49:81 (56), 26:108 (54), 77:15, 57:53, 60:9, 15:83 (51), 57:61 (V. 50), 101:1 (101), 69:47 (53), 98:16 (53), 31:89, 22:60 (60), 74:18 (53), 40:35, 55:61, 65:5, 64:60 |                |            |
| 101 | Höchstes Break | 60         |
| 1 | Century-Breaks | –          |
| 4 | 50+-Breaks     | 5          |

## Century Breaks
Während des Turnieres spielten fünf Spieler insgesamt sieben Century Breaks.
| Steve Davis  | 128, 100 |
| John Virgo   | 119, 100 |
| Alex Higgins | 114      |

| Doug Mountjoy | 101 |
| Kirk Stevens  | 100 |